# Богарсуковы
Богарсуковы — российская кубанская династия купцов и предпринимателей, активная в конце XIX — начале XX века в Краснодаре и на Юге России.

## Происхождение
Богарсуковы были черкесогаями — армянами, перебравшимися на Кавказ и прожившими там среди местных горцев несколько веков (они же горские или закубанские армяне). Сами они выводили свой род из константинопольских армян. Основными занятиями были земледелие и торговля.

## История
В 1853 члены рода, наконец, переселились на русскую сторону Кубани. Между первой и последней попытками переселения умер брат Аслан. Занимались Богарсуковы в это время торговлей и разведкой (о чём сохранились данные в документе «отчет о приходе и расходе экстраординарных сумм на наем лазутчиков»). В 1860 году Никита Павлович Богарсуков, сын вдовы Тугуц Богорсуковой, принявший ранее русское подданство, переехал в Армавир, а затем и в Краснодар (в те годы Екатеринодар), куда также переехали его братья Карп и Христофор. Разбогатев на торговле мануфактурным товаром и готовым платьем, они вписали свои имена в историю города, лишь недавно, после окончания Кавказской войны, ставшим гражданским. Никита Богарсуков поддерживал деловые и личные отношения как с армянами, так и с черкесами, помогая урегулировать конфликты последних с русскими. Его другом был Шумаф Хакуй. Он много путешествовал по Кавказу по коммерческим делам. Богарсуковы имели магазины и склады в разных городах, а товары получали из обеих столиц, Ростова-на-Дону и Лодзи.
Братья создали в Краснодаре два крупных торговых дома, которые в 1910 году, будучи акционированы, слились в один. На предприятиях Богарсуковых к 1914 году трудились более 180 человек, рабочих и служащих. Представители рода занимали должности гласных в городских думах Кубани, а также общественные должности. Христофор был личным почётным гражданином, Иван Богарсуков и его сыновья — крупными землевладельцами. Богарсуковыми была открыта гостиница, выстроен ставший известным богато отделанный особняк на улице Гимназической. Многолюдные и многонациональные похороны Никиты Богарсукова, скончавшегося в 1913 году, продемонстрировали статус рода и оказались зенитным моментом его славы и влияния.
После революции род был рассеян по всему свету. Потомки Богарсуковых живут в России, Европе, США.

### Благотворительность
Никита Павлович Богарсуков на собственные средства построил в Новороссийске армянскую церковь. Также он много лет был ктитором другого храма. Христофор Павлович опекал училище и состоял в комитете попечения о тюрьмах. Представители следующего поколения рода Яков Никитич и Егор (Георгий) Никитич жертвовали значительные средства на приют для бездомных детей и нужды училища соответственно.
Богарсуковы активно поддерживали национальные благотворительные организации, появившиеся на Кубани, например, Армянское дамское благотворительное общество, Эллинское благотворительное общество, Черкесское благотворительное общество. Последнее помогало неимущим и пострадавшим от стихийных бедствий горцам.

## Представители

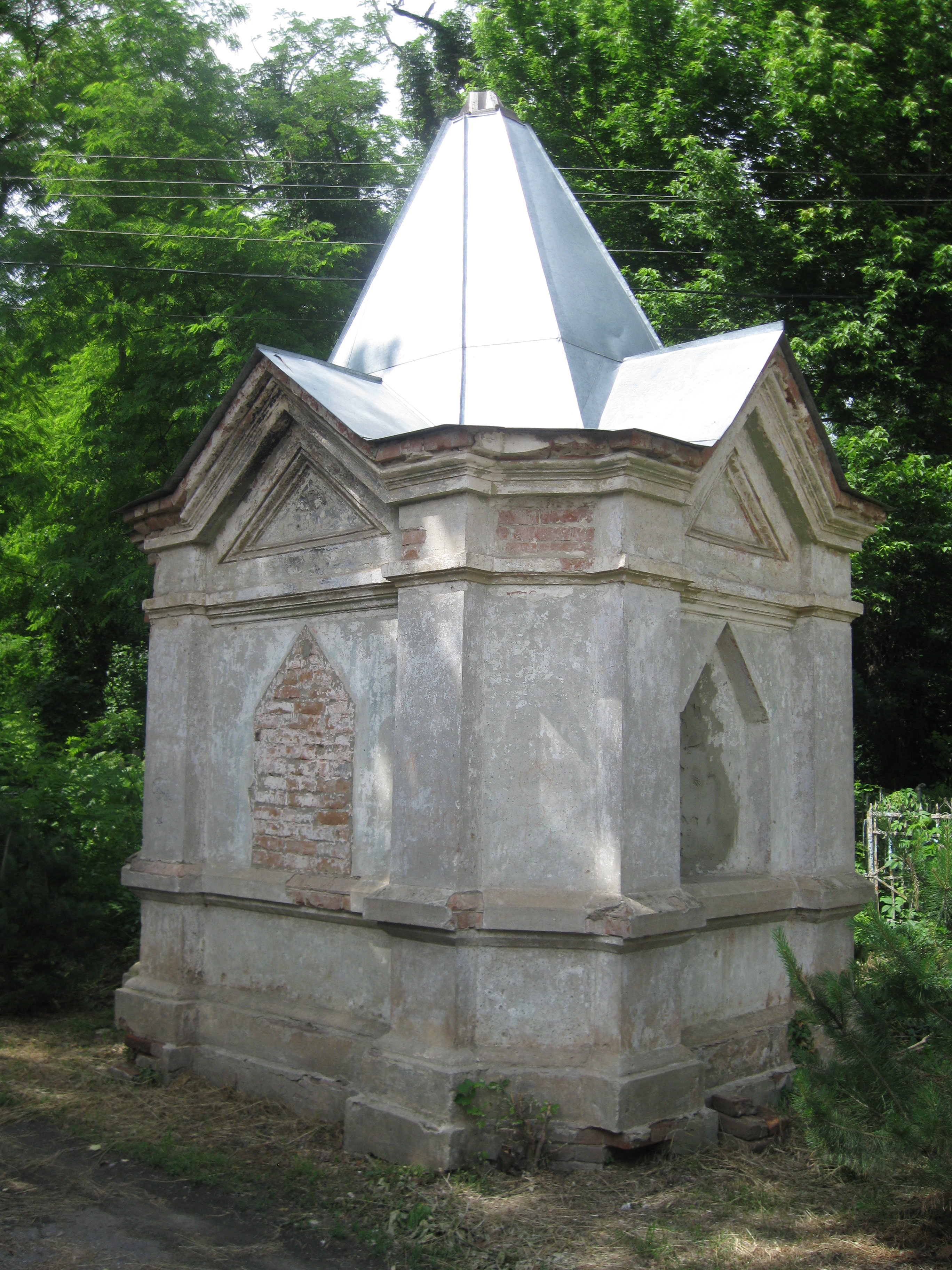
Склеп братьев Богарсуковых на Всехсвятском кладбище Краснодара

### До и во время переселения рода в русские владения
Как руководившие переселением (первая попытка которого произошла в 1843 году) Богарсуковых из-за Кубани в русские владения на Кавказе в 1850-х годах люди упоминаются некие Аслан (Аслан Борсугов и жена его Козал), Борок (Борох Борсук и жена его Срма), Пшемаф (Пшемаф Борсугов и жена его Анна, трое сыновей, дочь, вдова Катерин, их крестьяне) и их племянник Гапак. А также (у кого в документах записана фамилия Борсугов): Джугз, Шомав, Хатуг, Цуг, Мустафа, Амырза.

### Братья Богарсуковы
(их армянские имена: Мэджлыш, Къашатыр и Христофор)
- Богарсуков, Никита Павлович (1834—1913; основатель династии, по некоторым предположениям сын Гапака)
- Богарсуков, Карп Павлович (брат Никиты Богарсукова, торговец, вариант имени — Карабет)
- Богарсуков, Христофор Павлович (брат Никиты Богарсукова, торговец и благотворитель)
- Иван (Ованес) Павлович Богарсуков (крупный землевладелец, владевший землями в районе аула Бжедугхабль)

### Их дети
- Богарсуков, Яков Никитич
- Богарсуков, Артемий Никитич
- Богарсуков, Аким Никитич
- Богарсуков, Егор Никитич (Георгий) — в 1913 представлен к званию личного почётного гражданина
- Богарсуков, Исаак Никитич — в 1913 году гласный Новороссийской городской думы.

- Павел Иванович Богарсуков — сын Ивана Богарсукова, землевладелец
- Пётр Иванович Богарсуков — сын Ивана Богарсукова, землевладелец